# 2014-es Australian Open
A 2014-es Australian Open az év első Grand Slam-tornája, az Australian Open 102. kiadása volt. 2014. január 13. és január 26. között rendezték meg a Melbourne-ben található Melbourne Parkban.

## Döntők

### Férfi egyes
Stanislas Wawrinka –  Rafael Nadal 6–3, 6–2, 3–6, 6–3

### Női egyes
Li Na –  Dominika Cibulková 7–6(3), 6–0

### Férfi páros
Łukasz Kubot /  Robert Lindstedt –  Eric Butorac /  Raven Klaasen 6–3, 6–3

### Női páros
Sara Errani /  Roberta Vinci  –  Jekatyerina Makarova /  Jelena Vesznyina 6–4, 3–6, 7–5

### Vegyes páros
Kristina Mladenovic /  Daniel Nestor –  Szánija Mirza /   Horia Tecău 6–3, 6–2

### Juniorok

#### Fiú egyéni
- Alexander Zverev –  Stefan Kozlov, 6–3, 6–0

#### Lány egyéni
- Jelizaveta Kulicskova –  Jana Fett, 6–2, 6–1

#### Fiú páros
- Lucas Miedler /  Bradley Mousley –  Quentin Halys /  Johan Sébastien Tatlot, 6–4, 6–3

#### Lány páros
- Anhelina Kalinyina /  Jelizaveta Kulicskova –  Katie Boulter /  Ivana Jorović, 6–4, 6–2

## Világranglistapontok
| Eredmény           | Férfi egyes | Férfi páros | Női egyes | Női páros |
| ------------------ | ----------- | ----------- | --------- | --------- |
| Győzelem           | 2000        | 2000        | 2000      | 2000      |
| Döntő              | 1200        | 1200        | 1300      | 1300      |
| Elődöntő           | 720         | 720         | 780       | 780       |
| Negyeddöntő        | 360         | 360         | 430       | 430       |
| 16 között          | 180         | 180         | 240       | 240       |
| 32 között          | 90          | 90          | 130       | 130       |
| 64 között          | 45          | 0           | 70        | 10        |
| 128 között         | 10          | –           | 10        | –         |
| Főtáblára jutás    | 25          | 25          | 40        | –         |
| Selejtező (3. kör) | 16          | –           | 30        | –         |
| Selejtező (2. kör) | 8           | –           | 20        | –         |
| Selejtező (1. kör) | 0           | –           | 2         | –         |

## Pénzdíjazás
A torna összedíjazása 33 millió ausztrál dollár volt. Az alábbiakban szintén ausztrál dollárban olvashatóak az összegek, párosnál feleződött az egy főre jutó díjazás.
| Eredmény             | Egyes*        | Páros**                                                                   | Vegyes páros**                                                            |
| Győzelem             | 2 650 000 $   | 520 000 $                                                                 | 135 500 $                                                                 |
| Döntő                | 1 325 000 $   | 260 000 $                                                                 | 67 750 $                                                                  |
| Elődöntő             | 540 000 $     | 130 000 $                                                                 | 33 900 $                                                                  |
| Negyeddöntő          | 270 000 $     | 65 000 $                                                                  | 15 500 $                                                                  |
| 16 között            | 135 000 $     | 36 000 $                                                                  | 7800 $                                                                    |
| 32 között            | 75 000 $      | 21 000 $                                                                  | 3800 $                                                                    |
| 64 között            | 50 000 $      | 13 500 $                                                                  | –                                                                         |
| 128 között           | 30 000 $      | –                                                                         | –                                                                         |
| Összesen             | 11 935 000 $* | 2 356 000 $*                                                              | 456 250 $                                                                 |
| Selejtező (döntő)    | 14 400 $      | *Nemenként **Csapatonként ***128-as tábla (férfiak) ****96-os tábla (nők) | *Nemenként **Csapatonként ***128-as tábla (férfiak) ****96-os tábla (nők) |
| Selejtező (2. kör)   | 7200 $        | *Nemenként **Csapatonként ***128-as tábla (férfiak) ****96-os tábla (nők) | *Nemenként **Csapatonként ***128-as tábla (férfiak) ****96-os tábla (nők) |
| Selejtező (1. kör)   | 3600 $        | *Nemenként **Csapatonként ***128-as tábla (férfiak) ****96-os tábla (nők) | *Nemenként **Csapatonként ***128-as tábla (férfiak) ****96-os tábla (nők) |
| Összesen (selejtező) | 691 000 $***  | *Nemenként **Csapatonként ***128-as tábla (férfiak) ****96-os tábla (nők) | *Nemenként **Csapatonként ***128-as tábla (férfiak) ****96-os tábla (nők) |
| Összesen (selejtező) | 518 400 $**** | *Nemenként **Csapatonként ***128-as tábla (férfiak) ****96-os tábla (nők) | *Nemenként **Csapatonként ***128-as tábla (férfiak) ****96-os tábla (nők) |